# Aleksandr Zubkov
Aleksandr Zubkov (ryska: Александр Юрьевич Зубков), född den 10 augusti 1974 i Bratsk, Ryska SFSR, Sovjetunionen, är en rysk bobåkare sedan 1999.
Han tog OS-silver i herrarnas fyrmanna i samband med de olympiska bobtävlingarna 2010 i Turin.
Han tog därefter OS-brons i herrarnas tvåmanna i samband med de olympiska bobtävlingarna 2010 i Vancouver.
I februari 2014 erhöll han Fäderneslandets förtjänstorden av fjärde klassen.